# Жарко Корач
Жарко Корач (серб. Жарко Kopaћ; нар. 11 червня 1987, Голубовці, СР Чорногорія) — чорногорський футболіст, нападник «Єдинства» (Бієло-Полє).

## Клубна кар'єра
У Чорногорії виступав переважно за «Зету», у складі якого в сезоні 2006/07 років став найкращим бомбардиром Першої ліги. Після ранніх успіхів вирішив переїхати за кордон, підписавши контракт з клубом Суперліги Сербії «Воєводина». У Сербії отримував мало ігрової практики, тому в грудні 2008 року повернувся до «Зети». У команді виступав до січня 2010 року, після чого перейшов до молдовського клубу «Шериф» (Тирасполь). Влітку 2020 року повернувся до «Зети», де став гравцем стартової 11-ки.
Завершив Першу лігу Словенії 2012/13 з 15-ма голами найкращим бомбардиром. Після цього відправився в оренду до «Хапоеля» (Хайфа) з Прем'єр-ліги Ізраїля, в якій відзначився 11-ма голами та став 5-им найкращим бомбардиром чемпіонату.
2 червня 2014 року підписав 4-річний контракт з «Бейтаром» (Єрусалим), з зарплатнею в розмірі 160 000 євро за сезон. «Бейтар» також заплатив 160 000 євро «Хапоелю» в Хайфи за його перехід. 13 серпня 2014 року дебютував за команду в програному поєдинку кубку Тото проти «Хапоеля» (Петах-Тіква). У першому турі Прем'єр-ліги відзначився голом у нічийному (1:1) поєдинку проти «Хапоеля» (Беєр-Шеви), реалізувавши пенальті. Через півсезону повернувся в «Хапоель» (Хайфа), підписав 3,5-річний контракт. До завершення сезону Корач провів 14 матчів за «Хапоель» з Хайфи, але не зумів забити, а в сезоні 2015/16 років забив чотири м'ячі.
24 січня 2020 року нападник підписав контракт із «Хапоелем» (Афула) з Ліги Леуміт.

## Досягнення

### Клубні
«Зета»
- Перша ліга Чорногорії
  -  Чемпіон (1): 2006/07

### Індивідуальні
- Найкращий бомбардир Першої ліги Чорногорії (4): 2006/07, 2012/13, 2023/24, 2024/25